# リチャード・リアクポー
リチャード・リアクポー（Richard Riakporhe、1990年1月5日 - ）は、イギリスのプロボクサー。ロンドン出身。

## 来歴
2016年8月6日、プロデビュー戦を行い4回判定勝ち。
2018年11月10日、マンチェスターのマンチェスター・アリーナにてサム・ハイドとWBAインターコンチネンタルクルーザー級王座決定戦を行い、8回2分41秒TKO勝ちを収め王座獲得に成功した。
2019年12月19日、ロンドンのヨーク・ホールにてジャック・マッシーと英国クルーザー級王座決定戦を行い、12回3-0の判定勝ちを収め王座獲得に成功した。
2021年11月20日、ウェンブリーのSSEアリーナ・ウェンブリーにて英国スーパーライト級王者オランレワジュ・デュロドラとWBC世界クルーザー級シルバー王座決定戦を行い、5回36秒TKO勝ちを収め王座獲得に成功した。
2023年8月8日、IBF世界クルーザー級王者ジェイ・オペタイアとの指名試合の入札が予定されていたが、入札が行われる数時間前にリアクポーが入札から撤退することを表明した。
2024年6月15日、ロンドンのセルハースト・パークでWBO世界クルーザー級王者クリス・ビラム＝スミスと4年10ヶ月ぶりに再戦し、雪辱を許す形でキャリア初黒星となる12回0-3の判定負けを喫し王座獲得に失敗した。

## 人物・エピソード
- 15歳の時に、ホームパーティーの外で何者かにナイフで胸を刺され、肺の血を抜く緊急手術を余儀なくされた。この経験から、ナイフ犯罪の危険性やポジティブ・シンキングについて児童に講義する慈善団体『リチャード・リアクポー財団』を創立した[6]。

## 戦績
- プロボクシング：17戦 17勝 (13KO) 1敗

| 戦           | 日付           | 勝敗 | 時間    | 内容    | 対戦相手                     | 国籍         | 備考                                            |
| ------------ | -------------- | ---- | ------- | ------- | ---------------------------- | ------------ | ----------------------------------------------- |
| 1            | 2016年8月6日   | ☆    | 4R      | 判定    | ジェイソン・ジョーンズ       | イギリス     | プロデビュー戦                                  |
| 2            | 2016年10月1日  | ☆    | 1R 2:14 | TKO     | アーロン・レイシー           | イギリス     |                                                 |
| 3            | 2017年2月18日  | ☆    | 1R 2:54 | TKO     | イストバン・オルソス         | ハンガリー   |                                                 |
| 4            | 2017年5月27日  | ☆    | 1R 2:15 | TKO     | ミラン・チェフバラ           | スロバキア   |                                                 |
| 5            | 2017年10月14日 | ☆    | 2R 0:46 | TKO     | イリー・スヴァシナ           | チェコ       |                                                 |
| 6            | 2018年3月24日  | ☆    | 3R 2:38 | TKO     | アダム・ウィリアムズ         | イギリス     |                                                 |
| 7            | 2018年7月28日  | ☆    | 2R 終了 | TKO     | エルヴィス・デュベ           | イギリス     |                                                 |
| 8            | 2018年11月10日 | ☆    | 8R 2:41 | TKO     | サム・ハイド                 | イギリス     | WBAインターコンチネンタルクルーザー級王座決定戦 |
| 9            | 2019年3月2日   | ☆    | 4R 2:45 | TKO     | トミー・マッカーシー         | アイルランド | WBAインターコンチネンタル防衛1                  |
| 10           | 2019年7月20日  | ☆    | 10R     | 判定2-1 | クリス・ビラム＝スミス       | イギリス     | WBAインターコンチネンタル防衛2                  |
| 11           | 2019年12月19日 | ☆    | 12R     | 判定3-0 | ジャック・マッシー           | イギリス     | 英国クルーザー級王座決定戦                      |
| 12           | 2021年10月2日  | ☆    | 8R      | 判定3-0 | クシシュトフ・トワルドフスキ | ポーランド   |                                                 |
| 13           | 2021年11月20日 | ☆    | 5R 0:36 | TKO     | オランレワジュ・デュロドラ   | ナイジェリア | WBC世界クルーザー級シルバー王座決定戦           |
| 14           | 2022年3月26日  | ☆    | 8R 0:35 | KO      | ディオン・ジュマ             | イギリス     |                                                 |
| 15           | 2022年6月11日  | ☆    | 2R 1:53 | TKO     | ファビオ・トゥルキ           | イタリア     | IBF世界クルーザー級2位決定戦                    |
| 16           | 2023年1月21日  | ☆    | 4R 2:43 | TKO     | クシシュトフ・グウォヴァツキ | ポーランド   |                                                 |
| 17           | 2023年11月18日 | ☆    | 2R 1:36 | TKO     | ディラン・ブレジョン         | フランス     |                                                 |
| 18           | 2024年6月15日  | ★    | 12R     | 判定0-3 | クリス・ビラム＝スミス       | イギリス     | WBO世界クルーザー級タイトルマッチ               |
| テンプレート |                |      |         |         |                              |              |                                                 |

## 獲得タイトル
- WBAインターコンチネンタルクルーザー級王座
- 英国クルーザー級王座
- WBC世界クルーザー級シルバー王座